# Alexander Eisenfeld
Alexander Eisenfeld (* 10. November 1981 in Dresden) ist ein deutscher Schauspieler.

## Leben
Alexander Eisenfeld ist seit seinem 12. Lebensjahr als Schauspieler tätig. Sein Debüt gab Eisenfeld als Oliver Engel in der Seifenoper Gute Zeiten, schlechte Zeiten. In den Serien Dr. Sommerfeld – Neues vom Bülowbogen und Siska hatte Eisenfeld Nebenrollen.

## Filmographie

### Film und Fernsehen
- 1993–1994: Gute Zeiten, schlechte Zeiten
- 1997: Der Kapitän
- 1998: So ein Zirkus
- 1998: Am liebsten Marlene
- 2001: Tatort – Tot bist Du!
- 2002: Herzschlag – Das Ärzteteam Nord
- 2002: Dr. Sommerfeld – Neues vom Bülowbogen
- 2003: Ein starkes Team – Blutsbande
- 2003: Unser Charly
- 2003–2004: Siska
- 2004: Familie Dr. Kleist